# Лёгкие крейсера типа «Ла Галиссоньер»
Лёгкие крейсера типа «Ла Галиссоньер» — тип лёгких крейсеров французского флота времён Второй мировой войны. Всего построено 6 единиц: «Ла Галиссоньер» (фр. La Gallissioniere), «Жан де Вьен» (фр. Jean de Vienne), «Жорж Лейг» (фр. Georges Leygues), «Глуар» (фр. Gloire), «Марсельез» (фр. Marseillaise), «Монкальм» (фр. Montcalm). Наиболее удачные и многочисленные лёгкие крейсера французского флота. Их дальнейшим развитием должны были стать крейсера типа «Де Грасс».

## Разработка проекта
После подписания Римского пакта французский флот был вынужден временно прекратить строительство тяжёлых крейсеров. Вместо этого оставалось лишь развивать линию крейсеров класса B по новой международной терминологии, то есть лёгких крейсеров. Идея была развита в докладе Технического отдела ВМС (фр. Service Technique des Constructions et Armes Navales), представленного 30 июня 1930 года. На основе этого доклада Морской генеральный штаб (фр. Etat-Major General) принял 21 июля 1931 года решение о постройке лёгких крейсеров в счёт замены устаревшего тоннажа флота. Поскольку цифра тоннажа составляла около 43 000 тонн, а крейсеров хотелось построить как можно больше, было принято решение ограничить их стандартное водоизмещение границей 7600 тонн. При этом предстояло отойти от признанной неверной концепции «Эмиль Бертен» и строить сбалансированные корабли. Определённое влияние на разработку проекта оказали строящиеся в Италии лёгкие крейсера типов «Дюка д’Аоста» и «Раймондо Монтекукколи», при проектировании которых итальянские кораблестроители пытались за счёт снижения скорости улучшить броневую защиту.
Были сформулированы следующие требования:
- Стандартное водоизмещение — 7600 тонн, нормальное — 8214 тонн;
- Бортовая броня должна была обеспечивать защиту на дистанции 9000 метров от 138-мм снарядов, а на дистанции 14 000 метров от 152-мм снарядов;
- Вооружение должно было включать девять 152-мм пушек в трёхорудийных башнях, четыре 90-мм орудия в спаренных установках, четыре спаренных 37-мм зенитных автомата, восемь крупнокалиберных пулемётов, а также два трёхтрубных 550-мм торпедных аппарата;
- Крейсера должны были нести по четыре гидросамолёта;
- Скорость хода определялась в 31 узел при нормальной нагрузке;
- Дальность плавания должна была составить 3000 миль ходом 18 узлов при нормальном запасе топлива и 4000 миль при максимальном[7].

Произведённые расчёты показали, что заданным показателям защищённости будут соответствовать 105-мм броневой пояс, 38-мм броневая палуба и 20-мм броневая противоторпедная переборка. В ходе проектирования выдвигались предложения усилить защиту за счёт увеличения толщины броневой палубы до 80 мм, а противоторпедной переборки до 60 мм, но они вели к увеличению стандартного водоизмещения до 9000 тонн, что было признано неприемлемым.
29 сентября 1930 года Технический комитет Морского генерального штаба рассмотрел вопрос о выборе силовой установке. Была предложена, но отвергнута оригинальная идея с трёхвальной движительной установкой, причём средний винт должен был вращать электродвигатель мощностью 1000 л. с., что обеспечило бы 7-узловую скорость. В итоге, Технический комитет склонился к двухвальной паротурбинной установке, поскольку это сулило снижение веса и увеличение дальности плавания, при сокращении численности машинной команды, хотя и покупалось ценой ухудшения боевой живучести. Состав энергетической установки был утверждён 29 апреля 1931 года.
Заказы на первые два крейсера серии были выданы в 1931 году. 27 октября 1931 года арсеналу Лорьяна заказали «Ла Галиссоньер», а 12 ноября 1931 года арсенал Бреста получил заказ на «Жан де Вьен». Строительство ещё четырёх единиц было определено судостроительной программой 1931 года, согласно которой все четыре крейсера были заказаны частным компаниям 11 июля 1933 года. Сроки строительства на частных предприятиях оказались заметно меньше, чем на казённых: 48—55 месяцев против 60—70.
Существует версия, что флот планировал построить и седьмой крейсер этого типа, который должен был быть заказан по программе 1933 года и получить название «Шаторено», но 6 сентября 1933 года от заказа корабля отказались. К строительству лёгких крейсеров вернулись лишь в 1937 году, когда были выделены средства на проектирование новой серии крейсеров — типу «Де Грасс».

## Конструкция

### Корпус и архитектура
В целом, проект «Ла Галиссоньер» стал развитием крейсера «Эмиль Бертэн», но более прочным и лучше защищённым. Корпусные конструкции были изготовлены из высококачественной стали с пределом прочности 50 кг/мм², броня изготовлялась из стали высокого сопротивления с пределом прочности 80 кг/мм². Корпус крейсера имел полубак, занимавший около 40 % длины корабля. Носовой бульб отсутствовал, зато корабль получил транцевую корму, что должно было облегчить операции с гидросамолётами. Корпус набирался по продольной схеме, поперечный набор состоял из 175 шпангоутов со шпацией 1 метр. Двойное дно имелось на протяжении большей части корпуса, от 13-го до 158-го шпангоута. Корпус делился на 15 водонепроницаемых отсеков. Непрерывных палуб было две — первая и главная, кроме того имелась одна платформа, называвшаяся нижней палубой.
Высота корпуса от киля до верхней палубы составляла на миделе 10,32 м. Высота полубака 2,25 м, на форштевне 2,27 м. При нормальном водоизмещении форштевень возвышался над водой на 7,89 м, ахтерштевень — на 5,54 м. Метацентрическая высота при нормальном водоизмещении равнялась 1,1 м. Крейсера типа «Ла Галиссоньер» считались весьма мореходными кораблями. Даже на скоростях более 30 узлов они не испытывали вибраций и не давали больших брызг.
Распределение весовых нагрузок при нормальном водоизмещении выглядело следующим образом:
|                                   | масса, т | в процентах |
| --------------------------------- | -------- | ----------- |
| Корпус                            | 2681,25  | 32,5 %      |
| Бронирование корпуса              | 1080,75  | 13,1 %      |
| Бронирование артиллерии           | 379,5    | 4,6 %       |
| Бронирование, всего               | 1460,25  | 17,6 %      |
| Вооружение                        | 1278,75  | 15,5 %      |
| Машинная установка                | 1369,5   | 16,6 %      |
| Оборудование и предметы снабжения | 1080,75  | 13,1 %      |
| Топливо                           | 379,5    | 4,6 %       |
| Нормальное водоизмещение          | 8250     | 100 %       |

#### Якорное устройство
Крейсера оснащались тремя становыми якорями Байерса (два по правому и один по левому борту), 1400-кг кормовым якорем и двумя анкерами массой 1140 и 890 кг.

### Энергетическая установка
В рамках концепции усиления защиты за счёт скорости для проекта «Ла Галиссоньер» выбрали двухвальную паротурбинную установку. За счёт снижения мощности в сравнении с «Эмилем Бертэном» удалось добиться экономии веса 80 тонн, увеличить дальность плавания и сократить численность машинной команды на 18 человек. Кроме того, более компактное машинное отделение позволило разгрузить оконечности и разместить в корпусе противоторпедную броневую переборку.
Энергетическая установка размещалась по эшелонному принципу, с двумя котельными и двумя машинными отделениями. Пар для турбин вырабатывали четыре тонкотрубных котла системы Indret. Рабочее давление пара — 27 кгс/см² (26,6 атм.), температура — 325 °C. Крейсера оснащались турбинами двух типов: «Ла Галиссоньер», «Жан де Вьен» и «Глуар» получили агрегаты Rateau Bretagne; «Жорж Лейг», «Марсельез» и «Монкальм» — турбины Parsons. Турбины этих типов отличались деталями конструкции. Кроме того, в ходе эксплуатации выяснилось, что агрегаты Rateau Bretagne заметно менее надёжны, чем Parsons.
Главные турбины крейсеров имели проектную мощность 88 000 л. с., допускалось кратковременное форсирование до 97 000 л. с. Помимо главных турбин, в состав агрегатов обоих типов входили турбины экономического хода, мощностью по 10 500 — 11 000 л. с. и турбины заднего хода, мощностью по 23 000 л. с. Движителями были трёхлопастные винты, изготовленные из высокопрочной латуни, их диаметр колебался от 4,5 до 4,62 м на разных крейсерах. Хотя крейсера должны были иметь проектную скорость 31 узел, на испытаниях все они легко превысили это значение. «Ла Галиссоньер» показал 35,42 узла, «Марсельез» — 34,98 узла, а самым быстроходным оказался «Глуар», разогнавшийся до 36,93 узла. В ходе службы все крейсера уверенно держали скорость 31 узел.
Топливо хранилось в отсеках второго дна, в 19 цистернах. Их общий объём составлял 1569 м³, впоследствии этот показатель был увеличен. Расчётная дальность плавания достигала следующих показателей: 7000 миль на скорость 12 узлов; 6800 миль на скорости 14 узлов; 5500 миль на скорости 18 узлов; 1650 миль на скорости 34 узла. Реальные испытания крейсера «Марсельез» выявили, что запаса топлива 1500 тонн хватит ему на 1590 миль, при скорости 34,9 узла. Паротурбинные агрегаты требовали значительного времени для начала работы. Переход из холодного состояния в положения для начала движения требовал 4,5 часа. В экстренных случаях это время можно было сократить до 3 часов, но с риском аварий.

### Вооружение

#### Главный калибр
Артиллерия главного калибра на крейсерах типа «Ла Галиссоньер» почти полностью повторяла «Эмиль Бертэн», за исключением её улучшенного бронирования. При этом вес одной башни вырос со 112 тонн у «Эмиль Бертэна» до 172 тонн у «Ла Галиссоньера». Также были несколько увеличены углы снижения орудий. Сами орудия, конструкция башен и система управления огнём остались неизменными. 152,4-мм орудие M1930 было разработано на основе 138,6-мм орудия M1929, применявшегося на французских контрминоносцах, и предназначалось специально для крейсеров второго поколения. Оно имело полуавтоматический вертикально-клиновой затвор, поворотный механизм заряжания, пружинный досылатель. Спусковой механизм был электромагнитным. Несмотря на солидный калибр, орудие имело гильзовое заряжание.
Артиллерия главного калибра размещалась в трёхорудийных башнях типа «Марин-Омкур» образца 1930 года. Две башни размещались в носовой части крейсеров, линейно-возвышенно, третья в корме. Носовые башни имели углы обстрела по 135° на борт, кормовая — 145°. Сами орудия размещались в индивидуальных люльках и имели углы вертикального наведения от −7° до +45° для концевых башен и от −10° до +45° для возвышенной башни, но заряжание осуществлялось при положении стволов от −5° до +15°. Наведение башен осуществлялось дистанционно, с помощью электрических приводов. Для доставки боеприпасов каждая башня имела по три снарядных и два зарядных элеватора. Общая вместимость всех погребов составляла 1500 выстрелов главного калибра, кроме того, по семь выстрелов могло храниться в башнях. В ходе войны крейсера принимали на борт и большее количество боеприпасов, например, «Монкальм» мог взять до 1850 выстрелов.
Цикл стрельбы составлял 10-12 секунд, что согласовывалось с периодом качки крейсеров. Это позволяло иметь практическую скорострельность 5-6 выстрелов в минуту на ствол. Максимальную скорострельность среди крейсеров типа «Ла Галиссоньер» показал «Глуар» на стрельбах в 1938 году — 9 выстрелов в минуту на ствол. В первые годы эксплуатации, башенные установки крейсеров страдали от множества неисправностей, вследствие чего не могли развивать табличную скорострельность. Так, крейсера 4-й дивизии на учебных стрельбах в 1939 году показывали среднюю скорострельность 3 выстрела в минуту на ствол. Потребовалось переделать амбразуры башен с целью улучшения их герметичности. После этого конструкция башенных установок стала расцениваться как вполне удачная.

#### Универсальная артиллерия
Зенитная артиллерия дальнего боя была представлена 90-мм орудиями M1926. Конструкция орудий включала полуавтоматический затвор и автоматический досылатель снарядов, что с учётом унитарного заряжания обеспечивало теоретическую скорострельность 15 выстрелов в минуту, но на углах возвышения более 60° темп стрельбы существенно снижался из-за трудностей заряжания. Восемь таких пушек размещались в спаренных установках образца 1930 года. Броневая защита установок сводилась к 5-мм щитам. Размещение установок побортно было недостаточно продуманно, вследствие чего они имели ограниченные углы обстрела в нос и корму. Обеспечивались углы возвышения от −5° до +80°.
Для 90-мм пушки существовало четыре типа снарядов: фугасный с ударным взрывателем; фугасный с дистанционным взрывателем; осветительный; трассирующий. В основном использовались первые два. Нормальный боезапас на крейсерах составлял 2400 фугасных и 200 осветительных снарядов, максимальная вместимость — 3060 снарядов. Для ускорения стрельбы возле каждой установки размещался кранец на 60 первых выстрелов.
Управление зенитным огнём 90-мм орудий осуществлялось дистанционно, с двух командно-дальномерных постов, находившихся на крыльях носового мостика. Они оснащались 3-метровыми или 4-метровыми дальномерами SOM. Данные для стрельбы вырабатывали два комплекта приборов управления зенитных огнём образца 1930 года. На практике система показала себя ненадёжной и вынуждала персонал зенитных установок вести огонь на самоуправлении.

#### Лёгкая зенитная артиллерия
В ходе проектирования предполагалось, что крейсера типа «Ла Галиссоньер» будут вооружены новейшими 37-мм зенитными автоматами разработки Шнейдера или Гочкисса. Однако испытания обеих систем закончились неудачно. В наличии имелись лишь 37-мм спаренные полуавтоматические пушки образца 1933 года. Считая их неэффективными, Морской генеральный штаб предпочел увеличить количество 90-мм зениток до восьми, вместо намеченных четырёх, а лёгкое зенитное вооружение ограничить крупнокалиберными пулемётами.
Крейсера несли по четыре спаренных установки R4 образца 1931 года, оснащённых 13,2-мм пулемётами «Гочкисс» образца 1929 года, расположенных побортно, у носовой надстройки. Управление зенитно-пулемётным огнём осуществлялось с помощью 1-метровых дальномеров. Сам крупнокалиберный пулемёт был удовлетворительным оружием, хотя его реальная скорострельность снижалась более чем вдвое против технической, из-за применения магазинного питания на 30 патронов. Однако для конца 1930-х годов он уже не соответствовал задачам борьбы с воздушными целями. Ограниченная дальность стрельбы и малое разрушительное действие пули не позволяли уверенно наносить решающие повреждения атакующим самолётам до момента применения ими оружия. Бои Второй мировой войны показали неэффективность крупнокалиберных пулемётов для защиты кораблей.
| калибр, мм                             | 152,4      | 152,4      | 90     | 13,2  |
| длина ствола, калибров                 | 55         | 55         | 50     | 76    |
| масса орудия, кг                       | 7780       | 7780       | 1620   | 19,5  |
| скорострельность, в/мин                | 5-6        | 5-6        | 12—15  | 200   |
| вес снаряда, кг                        | 54,17—54,7 | 54,17—54,7 | 9,5    | 0,052 |
| начальная скорость, м/с                | 870        | 870        | 850    | 800   |
| максимальная дальность, м              | 26 474     | 26 474     | 15 600 | 7200  |
| максимальная досягаемость по высоте, м | —          | —          | 10 600 | 1500  |

### Бронирование
Броневая защита крейсеров типа «Ла Галиссоньер» стала важнейшим козырем проекта и считалась одной из лучших в своём классе. Основой бортового бронирования стал пояс толщиной 105 мм, который утончался к низу до 60 мм. Пояс был установлен между 46-м и 122-м шпангоутами и защищал энергетическую установку, а также отсеки центрального поста. В диаметральной плоскости пояс замыкался спереди и сзади траверсами переменной толщины — от 60 мм до 20 мм. Далее, в нос и корму, высота пояса уменьшалась на 2 м, но толщина оставалась прежней. Тем самым обеспечивалась экономичная защита артиллерийских погребов. Эти участки также замыкались траверсами толщиной 60—20 мм. Кроме того, за броневым поясом по обоим бортам размещались броневые переборки толщиной 20 мм. Они должны были улавливать осколки, а также выполнять роль противоторпедной защиты. Цитадель закрывалась сверху броневой палубой толщиной 38 мм.
Башни артиллерии главного калибра имели дифференцированное бронирование. Толщина лобовой плиты составляла 100 мм, боковых — 50 мм, тыльной — 40 мм, крыша имела толщину 50 мм. Барбеты башен имели переменную толщину — 95 мм выше верхней палубы и 70 мм ниже неё. Также дифференцированной была защита боевой рубки — 95 мм по периметру, 50 мм — крыша, 25 мм — пол. Ниже располагалась коммуникационная труба, защищённая 45-мм бронёй и связывавшая боевую рубку с центральным постом. Дымоходы получили 26-мм броневую защиту, вентиляционные шахты — 20-миллиметровую. Рулевая машина имела коробчатую защиту с толщиной броневых стенок 18-26 мм. Общий вес брони составил 24 % от стандартного водоизмещения крейсеров.

### Экипаж
По штату мирного времени экипаж должен был насчитывать 557 человек: 31 офицер, 9 главных старшин, 84 старшины, 430 матросов, 2 гражданских специалиста. По штатам военного времени экипаж возрастал до 690 человек: 42 офицера, 110 старшин, 538 матросов. Фактически, на крейсерах «Марсельез» и «Жан де Вьен» в 1941 году служило по 612 человек, в том числе 32 офицера.
Модернизации крейсеров в 1943 году привели к увеличению экипажей, прежде всего за счёт персонала лёгкой зенитной артиллерии. Теперь штат военного времени насчитывал 764 человека, в том числе 32 офицера, в мирное время он сокращался до 674 человек. В реальности, к примеру на крейсере «Глуар» в 1945 году, служило 772 человека: 33 офицера, 107 старшин, 624 матроса и 8 представителей британского флота, обеспечивавших связь.

## Служба
| Название         | верфь                                  | дата закладки         | дата спуска           | ввод в строй         | примечания                                                                                             |
| ---------------- | -------------------------------------- | --------------------- | --------------------- | -------------------- | --- |
| «Ла Галиссоньер» | Arsenal de Brest                       | 15 декабря 1931 года  | 18 ноября 1933 года   | 1 апреля 1936 года   | Затоплен в Тулоне 27 ноября 1942 года, исключён из состава флота 13 декабря 1946 года и продан на слом |
| «Жан де Вьен»    | Arsenal de Lorient                     | 20 декабря 1931 года  | 31 июля 1935 года     | 10 февраля 1937 года | Затоплен в Тулоне 27 ноября 1942 года, исключён из состава флота 13 декабря 1946 года и продан на слом |
| «Жорж Лейг»      | Chantiers de Penhoët                   | 21 сентября 1933 года | 24 марта 1936 года    | 15 октября 1937 года | 17 декабря 1959 года исключён из состава флота и продан на слом                                        |
| «Марсельез»      | Ateliers et Chantiers de la Loire      | 23 октября 1933 года  | 17 июля 1935 года     | 10 октября 1937 года | Уничтожен экипажем в Тулоне 27 ноября 1942 года, сдан на слом в 1946 году                              |
| «Глуар»          | Forges et Chantiers de la Gironde      | 13 ноября 1933 года   | 28 сентября 1935 года | 15 ноября 1937 года  | 2 января 1958 года исключён из состава флота и продан на слом                                          |
| «Монкальм»       | Forges et Chantiers de la Méditerranée | 15 ноября 1933 года   | 26 октября 1935 года  | 15 ноября 1937 года  | 31 декабря 1969 года исключён из состава флота и продан на слом                                        |

### «Ла Галиссоньер»
Сразу после вступления в строй действовал на Средиземном море, в составе 2-го дивизиона лёгких сил. В октябре 1937 года включён в состав 3-й дивизии крейсеров Средиземноморского флота и базировался на Тулон. После реорганизации французских ВМС в июле 1939 года, 3-я дивизия вошла в состав 4-й эскадры, именовавшейся также Лёгкими ударными силами Средиземного моря (фр. Forces legeres d'attaque en Mediterranee) и базировавшейся в Бизерте.
После капитуляции Франции «Ла Галиссоньер» в составе 3-й дивизии крейсеров был включён в Соединение Открытого моря (фр. Forces de Haute Mer), сформированного 25 сентября 1940 года из наиболее боеспособных кораблей флота и базировавшееся на Тулон. Деятельность этого соединения была крайне ограниченной, как из-за запретов немецкой стороны, так и из-за нехватки топлива.
27 ноября 1942 года к моменту оккупации немецкими войсками Южной Франции, «Ла Галиссоньер» находился в Тулоне, в доке № 3. Корабль имел неполный экипаж. Тем не менее, команде удалось затопить крейсер прямо в доке, так что он лёг на правый борт. Вскоре после того, как 3 декабря 1942 года немецкие власти объявили все французские корабли конфискованными, итальянская сторона добилась передачи большей части затопленных французских кораблей под итальянский контроль. В их число попал и «Ла Галиссоньер». Его признали пригодным к восстановлению, присвоили номер FR-12 и 20 января 1943 года итальянские спасатели приступили к работам по подъёму крейсера. «Ла Галиссоньер» был поднят 9 марта 1943 года, после чего его вывели на рейд Тулона. Крейсер должны были перевести в Италию на ремонт, датой отхода было названо 11 июля 1943 года. Однако саботаж французов привёл к тому, что к 9 сентября 1943 года, когда Италия заключила перемирие с Союзниками, французские корабли, включая «Ла Галиссоньер», оставались в Тулоне.
24 ноября 1943 года в ходе налёта союзной авиации на Тулон, «Ла Галиссоньер» получил лёгкие повреждения. 1 апреля 1944 года немецкие фласти разрешили режиму Виши взять некоторые французские корабли под свою охрану. 12 мая 1944 года французский караул занял «Ла Галиссоньер». В июне 1944 года крейсер, вместе с рядом других кораблей, отбуксировали в Карантинную бухту. Однако 31 августа 1944 года «Ла Галиссоньер» был потоплен американскими бомбардировщиками B-25 и затонул на глубине 10 м.
К работам по подъёму затонувших французских кораблей вернулись после высадки Союзников в Южной Франции. «Ла Галиссоньер» подняли до конца 1945 года, но признали непригодным для восстановления. 13 декабря 1946 года крейсер исключили из состава флота, но он по прежнему находился на плаву. В 1954 году ему присвоили номер Q-43. 5 апреля 1955 года «Ла Галиссоньер» продали на слом за 146 миллионов франков и разобрали в 1956 году.

### «Жан де Вьен»
После вступления в строй был в ноябре 1937 года включён в состав 3-й дивизии крейсеров Средиземноморского флота и базировался на Тулон. После реорганизации французских ВМС в июле 1939 года, 3-я дивизия вошла в состав 4-й эскадры, именовавшейся также Лёгкими ударными силами Средиземного моря и базировавшейся в Бизерте.
27 ноября 1942 года «Жан де Вьен» находился в Тулоне, в доке № 1. После появления немецких войск на территории порта, экипаж затопил свой корабль прямо в доке, где он сел почти на ровный киль. Команда разбила хрупкое оборудование, но привести в действие подрывные заряды не успела. После передачи немцами прав на французские корабли итальянцам, последние занялись их подъёмом. «Жан де Вьен» получил номер FR-11 и был поднят 18 февраля 1943 года, а 3 апреля 1943 года его вывели на рейд Тулона. Крейсер должны были перевести в Италию на ремонт, датой отхода было названо 11 июля 1943 года. Однако саботаж французов привёл к тому, что к 9 сентября 1943 года, когда Италия заключила перемирие с Союзниками, французские корабли, включая «Жан де Вьен», оставались в Тулоне.
24 ноября 1943 года в ходе налёта союзной авиации на Тулон, «Жан де Вьен» получил попадания двумя авиабомбами и начал набирать воду. Ночью 25 ноября 1943 года он затонул у причала, причём носовая часть оставалась на поверхности. К работам по подъёму «Жана де Вьена» приступили весной 1945 года, однако поднять его удалось только 27 ноября 1945 года. 13 декабря 1946 года крейсер исключили из состава флота, а в 1948 году его остатки продали на слом.

### «Жорж Лейг»
После вступления в строй в ноябре 1937 года, «Жорж Лейг» был включён в состав 4-й дивизии крейсеров Атлантического флота. 1 декабря 1937 года крейсер вместе с другими кораблями дивизии вышел из Бреста и совершил трёхмесячный поход на Дальний Восток и 14 марта 1938 года вернулся во Францию. Ночью 8 февраля 1939 года, в ходе манёвров Атлантического флота, «Жорж Лейг» в темноте протаранил контрминоносец «Бизон». Крейсер пострадал незначительно и своим ходом ушёл в Брест, после чего недолгое время ремонтировался в Сен-Назере. «Бизон» получил тяжёлые повреждения, лишившись носовой части, погибло 18 человек. С 1 июля 1939 года 4-я дивизия вошла в состав Рейдерского соединения (фр. Force de Raid), базировавшегося на Брест.
После капитуляции Франции 4-я дивизия крейсеров в составе «Жоржа Лейга» «Монкальма» и «Глуара» базировалась на Тулон. 27 августа 1940 года был отдан приказ о формировании соединения «Y», в которое вошли 4-я дивизия и 10-й дивизион контрминоносцев типа «Ле Террибль». 4 9 сентября 1940 года соединение вышло в море и 11 сентября прошло Гибралтарский пролив без сопротивления британского флота и в тот же день прибыло в Касабланку. После пополнения запасов крейсера вышли 12 сентября 1940 года из Касабланки и несмотря на попытки перехвата со стороны британцев 14 сентября 1940 года достигли Дакара. После прибытия в Дакар крейсера 4-й дивизии были направлены в Либревилль, куда вышли 18 сентября 1940 года, но из-за противодействия британских сил были вынуждены вернуться в Дакар 20 сентября 1940 года.
23—25 сентября 1940 года «Жорж Лейг» участвовал в обороне Дакара против британского флота. Вместе с «Монкальмом» он маневрировал на внешней рейде Дакара, обстреливая британские корабли. 24 сентября «Жорж Лейг» добился двух попаданий главным калибром в линкор «Бархэм», но серьёзных повреждений не причинил. В течение 24—25 сентября 1940 года «Жорж Лейг» неоднократно подвергался обстрелу с британских линкоров и тяжёлых крейсеров, но не получил ни одного попадания. 28 октября 1940 года соединение «Y» было переименовано в 4-ю эскадру, в состав которой вошёл и «Жорж Лейг». В течение 1941—1942 годов крейсер неоднократно выходил в море вместе с другими кораблями эскадры для действий по защите французского судоходства. В августе 1941 года «Жорж Лейг» доставил из Дакара в Касабланку 100 тонн золота.

### «Марсельез»
После вступления в строй был в ноябре 1937 года включён в состав 3-й дивизии крейсеров Средиземноморского флота и базировался на Тулон. После реорганизации французских ВМС в июле 1939 года, 3-я дивизия вошла в состав 4-й эскадры, именовавшейся также Лёгкими ударными силами Средиземного моря и базировавшейся в Бизерте.
После капитуляции Франции «Марсельез» в составе 3-й дивизии крейсеров был включён в Соединение Открытого моря, сформированного 25 сентября 1940 года из наиболее боеспособных кораблей флота. Деятельность этого соединения была крайне ограниченной, как из-за запретов немецкой стороны, так и из-за нехватки топлива.
27 ноября 1942 года «Марсельез» находился в Тулоне, где стоял у пирса, рядом с тяжёлым крейсером «Альжери». Получив команду на уничтожение корабля, командир крейсера приказал привести в действие заранее заложенные подрывные заряды. В результате взрывов были разрушены котлы, турбины и артиллерия главного калибра, а сам корабль затонул с креном на левый борт. Пожар на борту продолжался с новыми взрывами и прекратился только 3 декабря 1942 года. Разрушенный корабль, переданный итальянцам, уже не подлежал восстановлению. К работам по его разборке они приступили в апреле 1943 года, но заключение Италией перемирия с Союзниками прервало эту деятельность. Остов корабля был дополнительно разрушен в ходе налётов союзной авиации на Тулон. Остатки крейсера подняли уже после окончания войны, 8 апреля 1946 года и отправлены на слом.

### «Глуар»
После вступления в строй в ноябре 1937 года, «Глуар» был включён в состав 4-й дивизии крейсеров Атлантического флота. 1 декабря 1937 года крейсер вместе с другими кораблями дивизии вышел из Бреста и совершил трёхмесячный поход на Дальний Восток и 14 марта 1938 года вернулся во Францию. С 1 июля 1939 года 4-я дивизия вошла в состав Рейдерского соединения, базировавшегося на Брест.
К моменту выхода Франции из войны, 4-я дивизия, в том числе «Глуар», находилась в Алжире. Хотя операция «Катапульта», проводившаяся с 3 июня 1940 года британским флотом, не затронула Алжир, командование французских ВМС приказало всем крейсерам и контр-миноносцам, находившимся в этом порту немедленно выйти в море и следовать в Оран. После обнаружения вышедшего соединения британской авиацией, курс был изменён, после чего все крейсера вечером 4 июня 1940 года прибыли в Тулон.
В сентябре 1940 года «Глуар» в составе соединения «Y» принял участие в походе в Атлантику, имевшем целью прорыв в Либревилль. Из-за угрожающих действий британского флота попытка прорыва не имела успеха, а на «Глуаре» 19 сентября 1940 года в ходе отрыва от британских крейсеров на полном ходу произошла авария в машинном отделении. Скорость корабля резко упала, экипаж даже приготовился затопить крейсер в случае необходимости, но, в конечном счёте, «Глуару» удалось дойти до Касабланки, куда он прибыл 24 сентября 1940 года. Ремонт крейсера в Касабланке продолжался до 22 марта 1941 года, после чего он перешёл в Дакар. В течение весны—осени 1941 года «Глуар» принял участие в ряде конвойных операций французского флота в Атлантике. В дальнейшем, вследствие нехватки топлива, корабли, базировавшиеся в Дакаре, редко выходили в море надолго, но в марте—апреле 1942 года «Глуар» перевез 75 тонн золота из Дакара в Касабланку. После прохождения ремонта он вернулся 12 июля 1942 года в Дакар. В сентябре 1942 года крейсер принял участие в спасении экипажа и пассажиров британского лайнера «Лакония», потопленного немецкой подводной лодкой. В ходе поисковой операции «Глуар» принял на борт, а затем доставил в Касабланку 1041 человека из числа находившихся на «Лаконии».
После перехода под командование властей Сражающейся Франции, крейсера 4-й дивизии с начала 1943 года стали привлекаться к патрульным операциям в Центральной Атлантике. В течение 1943 года «Глуар» совершил с этой целью 9 океанских походов, исключая период модернизации, которую он прошёл с 22 июня по 7 ноября 1943 года в Нью-Йорке. 16 января 1944 года «Глуар» перешёл в Средиземное море, где 3—4 февраля 1944 года оказывал огневую поддержку британским сухопутным войскам, ведущим бои у Анцио в Италии. Далее, во второй половине февраля 1944 года крейсер перевозил войска из Северной Африки в Неаполь. С 27 апреля по 17 июня «Глуар» ремонтировался в Алжире.
В августе 1944 года «Глуар» принял участие в высадке Союзников в Южной Франции, поддерживая огнём десантные операции. «Глуар» был включён в состав десантного соединения TF-84 Alfa. С 15 до 28 августа 1944 года крейсер израсходовал около 2000 снарядов главного калибра, при обстреле береговых целей. 13 сентября 1944 года «Глуар» вместе с другими французскими крейсерами прибыл в Тулон.
1 февраля 1955 года «Глуар» был выведен в резерв и 1 ноября того же года разоружён. 5 ноября 1956 года крейсер перевели в резерв категории «B». 2 января 1958 года «Глуар» вывели из состава флота, после чего он числился под номером Q-101. 7 ноября 1958 года корабль продали на слом.

### «Монкальм»
После вступления в строй в ноябре 1937 года, «Монкальм» был включён в состав 4-й дивизии крейсеров Атлантического флота. 1 декабря 1937 года крейсер вместе с другими кораблями дивизии вышел из Бреста и совершил трёхмесячный поход на Дальний Восток и 14 марта 1938 года вернулся во Францию. Летом 1938 года представлял Францию на Всемирной выставке в Нью-Йорке, в том же году участвовал в параде флота в Кале, по случаю визита британского монарха Георга VI во Францию. С 1 июля 1939 года 4-я дивизия вошла в состав Рейдерского соединения, базировавшегося на Брест.
С началом Второй мировой войны «Монкальм» активно действовал в составе Рейдерского соединения. В октябре 1939 года он участвовал в прикрытии двух конвоев. В ноябре того же года «Монкальм» в составе соединения действовал в операции по поиску немецких линейных крейсеров «Шарнхорст» и «Гнейзенау». Плавание проходило в Северном море в условиях сильного шторма, в результате чего «Монкальм» получил повреждения и был отправлен на ремонт в Шербур. В мае 1940 года «Монкальм» действовал у берегов Норвегии, обеспечивая эвакуацию войск Союзников из Намсуса. В ходе операции крейсер подвергся атакам пикирующих бомбардировщиков Ju-87, но не получил прямых попаданий.
4 марта 1957 года «Монкальм» был выведен в резерв, а в июле 1959 года отбуксирован в Тулон, где использовался как плавучая казарма. 1 июня 1961 года крейсер перевели в резерв категории «B». 31 декабря 1969 года «Монкальм» вывели из состава флота, после чего он числился под номером Q-457. 21 мая 1970 года корабль продали на слом.

## Оценка проекта
В предвоенный период лёгкие крейсера типа «Ла Галиссоньер» рассматривались военно-морскими аналитиками как почти идеальные корабли своего класса. Имея умеренное водоизмещение, они были весьма сбалансированы по своим основным характеристикам. Сравнивая тип «Ла Галиссоньер» с его потенциальными противниками, можно отметить, что французские крейсера выглядели очень достойно на их фоне. Немецкие лёгкие крейсера отличались непрочной конструкцией, что предопределило их низкую мореходность. Броневая защита была слабой, а 150-мм орудия стреляли заметно более лёгкими снарядами.
Итальянские лёгкие крейсера последних серий на бумаге выглядели неплохо. В них конструкторы отошли от порочной ставки на скорость в ущерб остальным характеристикам, ярко выраженной в проектах «Альберико да Барбиано» и «Луиджи Кадорна». Последние серии итальянских «кондоттьери» были сравнительно сбалансированными кораблями, а крейсера типа «Джузеппе Гарибальди» даже причислялись к лучшим в своём классе, но очень плохие характеристики артиллерии главного калибра итальянских кораблей, дававшей огромное рассеивание в залпе, резко обесценивали их боевое значение. При этом, «ла галиссоньеры» и на бумаге имели превосходство по большинству характеристик, не уступая «итальянцам» и в скорости на волнении. В целом, крейсера типа «Ла Галиссоньер» гармонично сочетали в себе наступательные и оборонительные качества при достаточно скромной стоимости.
| Сравнительные ТТХ «Ла Галиссоньера» и его потенциальных противников | Сравнительные ТТХ «Ла Галиссоньера» и его потенциальных противников | Сравнительные ТТХ «Ла Галиссоньера» и его потенциальных противников | Сравнительные ТТХ «Ла Галиссоньера» и его потенциальных противников | Сравнительные ТТХ «Ла Галиссоньера» и его потенциальных противников | Сравнительные ТТХ «Ла Галиссоньера» и его потенциальных противников | Сравнительные ТТХ «Ла Галиссоньера» и его потенциальных противников | Сравнительные ТТХ «Ла Галиссоньера» и его потенциальных противников |
| Основные элементы                                                   | «Ла Галиссоньер»                                                    | «Раймондо Монтекукколи»                                             | «Дюка д’Аоста»                                                      | «Джузеппе Гарибальди»                                               | тип «К»                                                             | «Лейпциг»                                                           | «Нюрнберг»                                                          |
| ------------------------------------------------------------------- | ------------------------------------------------------------------- | ------------------------------------------------------------------- | ------------------------------------------------------------------- | ------------------------------------------------------------------- | ------------------------------------------------------------------- | ------------------------------------------------------------------- | ------------------------------------------------------------------- |
| Водоизмещение, стандартное/полное, т                                | 7600/9100                                                           | 7431/8853                                                           | 8317/10 374                                                         | 9050/11 346                                                         | 6650/8130                                                           | 6515/8250                                                           | 7037/8897                                                           |
| Энергетическая установка, л. с.                                     | 84 000                                                              | 106 000                                                             | 110 000                                                             | 100 000                                                             | 65 000                                                              | 72 600                                                              | 72 600                                                              |
| Максимальная скорость, узлов                                        | 31                                                                  | 37                                                                  | 36,5                                                                | 34                                                                  | 32                                                                  | 32                                                                  | 32                                                                  |
| Дальность плавания, миль на скорости, узлов                         | 5500 (18)                                                           | 4122 (18)                                                           | 3900 (14)                                                           | 5360 (14)                                                           | 3100 (13)                                                           | 3780 (15)                                                           | 3280 (15)                                                           |
| Артиллерия главного калибра                                         | 3×3 — 152-мм                                                        | 4×2 — 152-мм                                                        | 4×2 — 152-мм                                                        | 2×2 и 2×3 — 152-мм                                                  | 3×3 — 150-мм                                                        | 3×3 — 150-мм                                                        | 3×3 — 150-мм                                                        |
| Универсальная артиллерия                                            | 4×2 — 90-мм                                                         | 3×2 — 100-мм                                                        | 3×2 — 100-мм                                                        | 4×2 — 100-мм                                                        | 3×2 — 88-мм                                                         | 3×2 — 88-мм                                                         | 4×2 — 88-мм                                                         |
| Лёгкая зенитная артиллерия                                          | 4×2 — 13,2-мм                                                       | 4×2 — 37-мм, 4×2 — 13,2-мм                                          | 4×2 — 37-мм, 6×2 — 13,2-мм                                          | 4×2 — 37-мм, 4×2 — 13,2-мм                                          | 4×2 — 37-мм, 4×1 — 20-мм                                            | 4×2 — 37-мм, 4×1 — 20-мм                                            | 4×2 — 37-мм, 4×1 — 20-мм                                            |
| Торпедное вооружение                                                | 2×2 — 550-мм ТА                                                     | 2×2 — 533-мм ТА                                                     | 2×3 — 533-мм ТА                                                     | 2×3 — 533-мм ТА                                                     | 4×3 — 533-мм ТА                                                     | 4×3 — 533-мм ТА                                                     | 4×3 — 533-мм                                                        |
| Бронирование, мм                                                    | Борт — 105+20, палуба — 38, башни — 100, рубка — 95                 | Борт — 60+30, палуба — 30, башни — 70, рубка — 100                  | Борт — 70+30, палуба — 35, башни — 90, рубка — 100                  | Борт — 30+100, палуба — 15+40, башни — 135, рубка — 140             | Борт — 50+15, палуба — 40, башни — 30, рубка — 100                  | Борт — 50, палуба — 25, башни — 30, рубка — 100                     | Борт — 50, палуба — 25, башни — 80, рубка — 100                     |
| Экипаж, чел.                                                        | 674                                                                 | 648                                                                 | 694                                                                 | 850                                                                 | 850                                                                 | 850                                                                 | 896                                                                 |

К числу явных недостатков «ла галиссоньеров» следует отнести лишь проблемы с надёжностью силовых установок с турбинами системы «Рато» и очень слабую систему ПВО ближней зоны. Отказ от зенитных автоматов делал крейсера практически беззащитными перед сколь-нибудь серьёзной атакой с воздуха. К счастью для этих кораблей, в своём первоначальном виде им не пришлось испытать мощных воздушных атак, а после установки солидных зенитных батарей «бофорсов» и «эрликонов», их система стала отвечать минимальным требованиям Второй мировой войны.